# ناو هواپیمابر دوم
ناو هواپیمابر دوم (به انگلیسی: German aircraft carrier II) یک کشتی است که طول آن ۱۹۲٫۵ متر (۶۳۲ فوت) می‌باشد.